# Södermöre landskommun
Södermöre landskommun var en kommun i Kalmar län.

## Administrativ historik
Kommunen bildades som så kallad storkommun vid kommunreformen 1952 genom sammanläggning av de tidigare landskommunerna Arby, Hagby, Halltorp och Voxtorp. Den 1 januari 1971 upphörde landskommunen och hela dess område tillfördes den nybildade Kalmar kommun.
Kommunkoden var 0830.

### Kyrklig tillhörighet
I kyrkligt hänseende tillhörde landskommunen de fyra församlingarna Arby, Hagby, Halltorp och Voxtorp.

## Befolkningsutveckling
| Befolkningsutvecklingen i Södermöre landskommun 1951–1969                                        | Befolkningsutvecklingen i Södermöre landskommun 1951–1969 | Befolkningsutvecklingen i Södermöre landskommun 1951–1969 | Befolkningsutvecklingen i Södermöre landskommun 1951–1969 | Befolkningsutvecklingen i Södermöre landskommun 1951–1969 |
| ------------------------------------------------------------------------------------------------ | --------------------------------------------------------- | --------------------------------------------------------- | --------------------------------------------------------- | --------------------------------------------------------- |
|                                                                                                  |                                                           |                                                           |                                                           |                                                           |
| År                                                                                               |                                                           |                                                           | Folkmängd                                                 |                                                           |
| 1951                                                                                             | 1951                                                      |                                                           | 3 460                                                     |                                                           |
| 1955                                                                                             | 1955                                                      |                                                           | 3 274                                                     |                                                           |
| 1960                                                                                             | 1960                                                      |                                                           | 2 972                                                     |                                                           |
| 1965                                                                                             | 1965                                                      |                                                           | 2 796                                                     |                                                           |
| 1969                                                                                             | 1969                                                      |                                                           | 2 659                                                     |                                                           |
| Anm: Befolkning den 31 december enligt den administrativa indelningen den 1 januari följande år. |                                                           |                                                           |                                                           |                                                           |

## Geografi
Södermöre landskommun omfattade den 1 januari 1952 en areal av 146,91 km², varav 146,56 km² land.

### Tätorter i kommunen 1960
| Tätort             | Folkmängd |
| ------------------ | --------- |
| Hagby              | 432       |
| Halltorp           | 273       |
| Vassmolösa, del av | 111       |

Tätortsgraden i kommunen var den 1 november 1960 27,4 procent.

## Politik

### Mandatfördelning i valen 1950-1966
| 17 | 9 | 9 |

| 35 |

| 16 | 8 | 11 |

| 33 |

| 16 | 9 | 10 |

| 34 |

| 17 | 9 |  | 9 |

| 35 |

|  | 15 | 10 |  | 8 |

| 33 |